# Kristen på en ny måde
Kristen på en ny måde (originalt A New Kind of Christian, A Tale of Two Friends on a Spiritual Journey) er en roman og første bog i en trilogi af Brian D. McLaren.
Bogen udkom første gang i 2001 i USA. Den danske oversættelse udkom på Forlaget Boedal i 2006, som en del af forlagets temaserie om kirke i det 21. århundrede.
| Bog | Spire Denne artikel om bøger og tidsskrifter er en spire som bør udbygges. Du er velkommen til at hjælpe Wikipedia ved at udvide den. |